# Dream Runner
「Dream Runner」（ドリーム・ランナー）は、2008年8月27日にリリースされたaccessの17thシングル。発売元はソニー・ミュージックアソシエイテッドレコーズ。

## 概要
タイトル曲はドラマ『ここはグリーン・ウッド〜青春男子寮日誌〜』オープニングテーマ、カップリング曲「PARADISE」はドラマ『結婚披露宴〜人生最悪の3時間〜』（第11話）挿入歌に起用され、accessの作品では初のドラマタイアップとなった。累計売上は0.7万枚と前作「Doubt & Trust 〜ダウト&トラスト〜」の2.7万枚を大幅に下回った。次作「Higher Than Dark Sky」よりインディーズレーベルのDarwin Recordへ移籍し、本作がメジャーレーベルからリリースした最後のシングルとなった（その後「Knock beautiful smile」で再びメジャーレーベルに移籍している）。

## 収録曲
1. Dream Runner
  - 作詞：貴水博之　作曲/編曲：浅倉大介
2. PARADISE
  - 作詞：井上秋緒　作曲/編曲：浅倉大介
3. Dream Runner（TV version）
  - 作詞：貴水博之　作曲/編曲：浅倉大介
4. Dream Runner（Instrumental）
  - 作曲/編曲：浅倉大介